# مارينكو كيكزوفيتش
مارينكو كيكزوفيتش مواليد 20 أغسطس 1985 في نوفي ساد، جمهورية يوغوسلافيا الاشتراكية الاتحادية، هو لاعب كرة يد صربي يلعب كجناح أيسر. مثل منتخب صربيا لكرة اليد.